# حامد البقعاوي
حامد البقعاوي لاعب كرة قدم سعودي، يلعب في خط الدفاع في نادي التضامن.

## مسيرة اللاعب
كانت بداياته مع نادي اللواء، و لعب بعدها مع نادي الطائي، وانتقل إلى نادي الحزم في عام 2011، و انتقل إلى نادي الخلود في عام 2016، و لعب معهم موسم واحد وبعدها وقع مع نادي البكيرية، و انتقل إلى النادي العربي في عام 2019. و لعب بعدها مع نادي التضامن.

## روابط خارجية
- حامد البقعاوي على موقع قاعدة بيانات كرة القدم.إي يو (الإنجليزية)
- حامد البقعاوي على موقع Soccerway.com (الإنجليزية)